# Vože
Vože (rusky Воже) je jezero na severu Vologdské oblasti v severozápadním Rusku. Má rozlohu 422 km², délku 64 km a šířku od 7 do 16 km. Hluboké je průměrně 3 až 4 m. Jeho největší hloubka je 4,5 m.

## Poloha
Leží uprostřed částečně bažinaté a částečně zalesněné roviny. V prostřední části západního břehu je spojeno úzkým průlivem s Jelonským jezerem (rusky Озеро Елонское). Pobřeží je převážně nížinné, na severozápadě silně bažinaté.

### Ostrovy
Na jezeře jsou dva nízké ostrůvky. Na jednom z nich, Spasském, jsou zbytky budov kláštera ze začátku 17. století. Břehy jezera jsou lemované pásem rákosí, které je tvořené převážně skřípincem jezerním, jen na západní straně jsou odkrytá písečná místa s množstvím kamínků.

## Vodní režim
Jezero má mnoho přítoků, dva hlavní jsou řeka Vožega (rusky Вожега), dlouhá 138 km a Modlona. Ze severního konce jezera odtéká řeka Sviď (rusky Свидь), dlouhá 61 km, která teče do jezera Lača, z kterého odtéká řeka Oněga.

## Využití
Na nejvyšších místech břehu stojí vesnice Čaronda (rusky Чаронда), Vasiljevskoje (rusky Васильевское) a Sidorovo (rusky Сидорово). Další vesnice se nacházejí několik kilometrů od břehu. V jezeře se dobře loví okouni, štiky, cejni, plotice a jelci .